# Norman Blake
Norman Blake, (Chattanooga, 1938. március 10. –) amerikai gitáros, énekes, dalszerző. Feleségével, Nancy Blake-kel a Norman & Nancy Blake együttesük tagjai.

## Pályafutása
Amikor Blake egyéves volt, amikor családja Sulphur Springsbe, Georgiába költözött. Ott nőtt fel.
Akusztikus gitárosként vált ismertté. Emellett számos más hangszeren is játszik és énekel. Például mandolinon, hathúros bendzsón, hegedűn és dobron (rezonátoros gitáron) játszik. Blake leginkább John Hartforddal, Tony Rice-szal és feleségével, Nancy Blake-kel vált ismertté. Játszott Johnny Cash, June Carter, Bob Dylan, Steve Earle, Kris Kristofferson, Ralph Stanley és Joan Baez mellett is − alkalmilag. Blake a Nitty Gritty Dirt Band Will The Circle Be Unbroken című albumán is közreműködött.
1969 és 1971 között tagja volt az ABC televízió The Johnny Cash Show című műsorának Johnny Cash The Tennessee Three zenekarának vendégeként. Blake szerepel Bob Dylan „Nashville Skyline” című albumának és Johnny Cash „Orange Blossom Special” című albumának stáblistáján. Közreműködött Steve Earle egy albumán, a „Train A' Comin'-on” és a többszörös platinalemezes „O Brother Where Art Thou?-n”. 2002-ben Grammy-díjat nyert az Év Albuma kategóriában.
Norman Blake zenéje neotradicionális amerikai folkzeneként (folk, bluegrass, country, blues) írható le. Arról is ismert, hogy képes a klasszikusan hegedűre írt számokat gitárra átültetni.

## Albumok
- Home in Sulphur Springs (1972)
- The Fields of November (1974)
- Old and New (1975)
- Norman Blake and Red Rector (1976)
- Whiskey Before Breakfast (1976)
- Live at McCabe's (1976)
- Norman Blake/Tut Taylor/Sam Bush/Butch Robins/Vassar Clements/David Holland/Jethro Burns (1976)
- Blackberry Blossom (1977)
- Directions (1978)
- Rising Fawn String Ensemble (1979)
- Full Moon on the Farm (1981)
- Original Underground Music from the Mysterious South (1983)
- Nashville Blues (1984)
- Lighthouse on the Shore (1985)
- Natasha's Waltz (1987)
- Slow Train Through Georgia (1987)
- Blake & Rice (1987)
- Blind Dog (1988)
- Norman Blake and Tony Rice 2 (1990)
- Just Gimme Somethin' I'm Used To (1992)
- While Passing Along This Way (1994)
- The Hobo's Last Ride (1996)
- Flat Pickin In the Kitchen (1997)
- Chattanooga Sugar Babe (1998)
- Be Ready Boys: Appalachia to Abilene (1999)
- Far Away, Down on a Georgia Farm (1999)
- Flower from the Fields of Alabama (2001)
- Meeting on Southern Soil (2002)
- Old Ties (2002)
- The Morning Glory Ramblers (2004)
- Back Home in Sulphur Springs (2006)
- Shacktown Road (2007)
- Look A-Yonder Comin' (State Archives of Florida, 2008)
- Rising Fawn Gathering (2009)
- Sleepy Eyed Joe (2009)
- Green Light on the Southern (2010)
- Wood, Wire & Words (2015)
- Brushwood Songs & Stories (2017)
- Day By Day (2021)

## Videók
- Norman Blake's Guitar Techniques No. 1 (1990 VHS, 2003 DVD)
- Mandolin of Norman Blake (1992 VHS, 2005 DVD)
- My Dear Old Southern Home (1994 VHS, 2003 DVD)
- Legends of Flatpicking Guitar (1995 VHS, 2001 DVD)
- The Video Collection 1980–1995 (1996 VHS, 2004 DVD)
- Great Guitar Lessons – Bluegrass Flatpicking (2000 VHS, 2006 DVD)
- Norman Blake's Guitar Techniques No,;2 (2001, 2003 DVD)
- Norman Blake: The Full Story! − I'm a Blind Dog in Meat Market

## Díjak
- International Bluegrass Music Hall of Fame(wd)
- Grammy-díj for Album of the Year, jelölés